# Helmut Tributsch
Helmut Tributsch (* 1943 in Klagenfurt) ist ein deutscher Naturwissenschaftler. Er war von 1982 bis 2008 Professor für Physikalische Chemie an der Freien Universität Berlin.

## Leben
Helmut Tributsch wuchs in Laglesie San Leopoldo auf und legte 1961 in Villach seine Matura ab. Von 1961 bis 1967 studierte er an der Technischen Universität München und wurde 1968 zum Dr. rer. nat. promoviert. Für seine Dissertation erhielt er 1969 den Robert-Luther-Preis der Deutschen Gesellschaft für Photographie.
Danach arbeitete er an mehreren Forschungseinrichtungen wie der University of California, Berkeley (1969–1971), der Universidad de Chile (1972–1973), dem Fritz-Haber-Institut der Max-Planck-Gesellschaft (1974–1978), dem Institute for Molecular Science in Okazaki, Japan (1978) und dem Centre national de la recherche scientifique (1980–1981), bevor er 1982 als Professor für Physikalische Chemie an die FU Berlin berufen wurde. 1985/1986 war er Gastprofessor an der Stanford University. 2001 und 2006 folgten Forschungsaufenthalte in Südafrika an der University of Cape Town und in Australien an der University of New South Wales in Sydney und bei der Commonwealth Scientific and Industrial Research Organisation in Perth.
Helmut Tributsch war bis September 2008 Leiter der Abteilung Solare Energetik am Hahn-Meitner-Institut (jetzt Helmholtz-Zentrum Berlin für Materialien und Energie). 2008 wurde er emeritiert und übersiedelte auf den Heimathof seiner Familie im Friaul. Von 2010 bis 2018 lehrte er an der Fachhochschule Kärnten das Fachgebiet „Biomimetik in Energiesystemen“. 2011 wurde ihm der Heinz Gerischer Award der europäischen Sektion der Electrochemical Society verliehen.

## Wissenschaftliche Tätigkeit
Das naturwissenschaftliche Forschungsspektrum von Helmut Tributsch erstreckt sich über die klassischen Fachrichtungen Chemie, Physik und Biologie und deren moderne Kombinationen wie Biochemie, Biophysik und Bionik.
Mit Hinweis auf die „genialen Ingenieurleistungen der Natur“ und die natürlichen Kreisläufe arbeitet er an Ideen zu abfallfreien Kreisläufen in der Industrieproduktion, wobei vor allem solarbetriebene Anlagen und Energiespeicher im Vordergrund seiner Forschungen stehen.
Nach den Erdbeben im Friaul 1976, bei denen auch sein Geburtshaus zerstört wurde, begann Tributsch mit Forschungen über das Verhalten von Tieren und deren mögliche Fähigkeiten der Erdbebenvorhersage.

## Schriften
Helmut Tributsch veröffentlichte seine Forschungsergebnisse in Büchern und in über 450 Veröffentlichungen in wissenschaftlichen Fachzeitschriften.
- Eine elektrochemische Methode zum Studium der spektralen Sensibilisierung und heterogener photochemischer Reaktionen an ZnO-Elektroden. Dissertation. München 1968.
- Wie das Leben leben lernte. Physikalische Technik in der Natur. Deutsche Verlags-Anstalt, Stuttgart 1976, ISBN 3-421-02694-7.
- Wenn die Schlangen erwachen. Mysteriöse Erdbebenvorzeichen. Deutsche Verlags-Anstalt, Stuttgart 1978, ISBN 3-421-02711-0.
- Rückkehr zur Sonne. Wasserstoff, die Energie unserer Zukunft. Safari, Berlin 1979, ISBN 3-7934-1604-6.
- Das Rätsel der Götter. Fata Morgana. Ullstein, Frankfurt am Main, Berlin 1983, ISBN 3-550-07034-9.
- Die gläsernen Türme von Atlantis. Erinnerungen an Megalith-Europa. Ullstein, Frankfurt am Main, Berlin 1986, ISBN 3-548-34334-1.
- Als die Berge noch Flügel hatten. Die Fata Morgana in alten Kulturen, Mythen und Religionen. Ullstein, Berlin, Frankfurt am Main 1996, ISBN 3-550-06932-4.
- mit Valentin N. Parmon, Anthony V. Bridgwater, David O. Hall (Hrsg.): Chemistry for the Energy Future. Blackwell Science, Oxford 1999, ISBN 0-632-05269-4.
- Verpacktes Leben – verpackte Technik. Bionik der Verpackung. Wiley-VCH, Weinheim 2002, ISBN 3-527-30443-6.
- Erde, wohin gehst du? Solare Bionik-Strategie: Energie-Zukunft nach dem Vorbild der Natur. Shaker Media, Aachen 2008, ISBN 978-3-86858-044-0.
- Energie, Zeit und Bewusstsein. Die Welt wie ein Fluss ohne Wiederkehr. Shaker Media, Aachen 2008, ISBN 978-3-86858-124-9.
- Irrationality in Nature or in Science? Probing a Rational Energy and Mind World. CreateSpace, 2015, ISBN 978-1-5147-2485-9.
- Zeitpfeil als Spur der Energie. Logischer Schlüssel zu einem geistreichen Universum. myMorawa, Wien 2019, ISBN 978-3-99084-476-2.
- Der lichtgeflutete Berg – Luschari. Symbol, Naturreligion und Mythos heiliger Berge. bibitri, Gleisdorf 2023, ISBN 978-3-903274-01-3.
- Dreistein enträtselt die Zeit. Uhrzeit tickt nur, doch Naturzeit wirkt. bibitri, Gleisdorf 2024, ISBN 978-3-903274-30-3.